# Roderborn
Der Roderborn ist ein Bach im saarländischen Landkreis Merzig-Wadern auf dem Gebiet der Gemeinde Perl. Er ist ein knapp einen Kilometer langer, südöstlicher und rechter Zufluss der Mosel.

## Geographie

### Verlauf
Der Roderborn entspringt am Südwestrand von Perl und mündet am Gipswerk westlich von Perl und nur wenig unterhalb der Landesgrenze von Apach im französischen Département Moselle zu Perl von rechts in den Auslaufbereich des rechten Schleusenkanals neben der Mosel; jenseits des Flusses liegt die luxemburgische Gemeinde Schengen.
Der 0,9 km langer Lauf des Roderborns endet ungefähr 73 Höhenmeter unterhalb seiner Quelle, er hat somit ein mittleres Sohlgefälle von etwa 81 ‰.

### Einzugsgebiet
Das 0,45 km²große Einzugsgebiet des Roderborns liegt im Mosel-Saar-Gau an der deutsch-französischen Grenze und wird durch ihn über die Mosel und den Rhein zur Nordsee entwässert.
Es besteht überwiegend aus landwirtschaftlichen Nutzflächen und Siedlungsgebieten.